# Schweizer Fussballnationalmannschaft (U-18-Junioren)
Die Schweizer Fussballnationalmannschaft der U-18-Junioren ist die Auswahl Schweizer Fussballspieler der Altersklasse U-18. Sie repräsentiert seit 1977 den Schweizerischen Fussballverband auf internationaler Ebene, beispielsweise in Freundschaftsspielen gegen die Auswahlmannschaften anderer nationaler Verbände, aber auch bei in dieser Altersklasse ausgetragenen Europameisterschaft.